# Telebasis theodori
Telebasis theodori är en trollsländeart som först beskrevs av Navás 1934.  Telebasis theodori ingår i släktet Telebasis och familjen dammflicksländor. Inga underarter finns listade i Catalogue of Life.